# Edinakovci
Edinakovci (makedonska: Единаковци) är en ort i Nordmakedonien. Den ligger i kommunen Demir Hisar, i den sydvästra delen av landet, 80 kilometer söder om huvudstaden Skopje. Edinakovci ligger 660 meter över havet och antalet invånare är 552.